# Podział administracyjny Islandii

## Podział od 2003

### Okręgi wyborcze

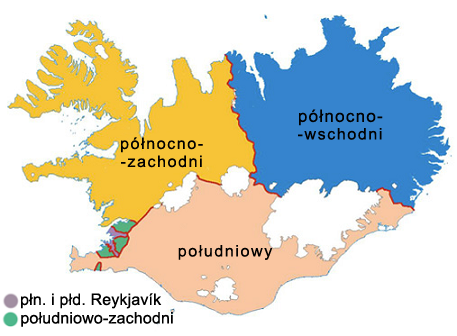
Podział na okręgi wyborcze

Od 2003 Islandia podzielona jest na 6 okręgów wyborczych do islandzkiego parlamentu Althing. Podział ten został ustanowiony poprawką do konstytucji islandzkiej, uchwaloną w 1999. Celem tej poprawki było wprowadzenie równowagi w wadze głosów między poszczególnymi okręgami. W poprzednim podziale, który bazował na okręgach sądowych, głosy mieszkańców obszarów wiejskich ważyły więcej niż miast. W obecnym podziale wydzielono 3 rozległe okręgi wiejskie (północno-zachodni, północno-wschodni i południowy) oraz 3 gęściej zaludnione obszary miejskie (północny i południowy okręg Reykjavíku oraz południowo-zachodni). Dodatkowym zabezpieczeniem na przyszłość jest możliwość przenoszenia mandatów z jednego okręgu do drugiego. W przypadku, gdy w okręgu słabo zaludnionym liczba uprawnionych do głosowania przypadających na jeden mandat z tego okręgu spadnie poniżej połowy takiego samego wskaźnika w innym okręgu, to mandat ten powinien zostać przeniesiony do tego drugiego okręgu. Do takiej sytuacji doszło w 2007, kiedy jeden mandat został przeniesiony z okręgu północno-zachodniego do południowo-zachodniego oraz w 2013, kiedy ponownie doszło do przeniesienia mandatów między tymi samymi okręgami.
Okręgi wyborcze na Islandii (w nawiasie liczba mandatów z danego okręgu spośród 63 mandatów ogółem):
- Północny Reykjavík (Reykjavíkurkjördæmi norður) (11)
- Południowy Reykjavík (Reykjavíkurkjördæmi suður) (11)
- Północno-zachodni (Norðvesturkjördæmi) (8)
- Północno-wschodni (Norðausturkjördæmi) (10)
- Południowy (Suðurkjördæmi) (10)
- Południowo-zachodni (Suðvesturkjördæmi) (13)

### Regiony

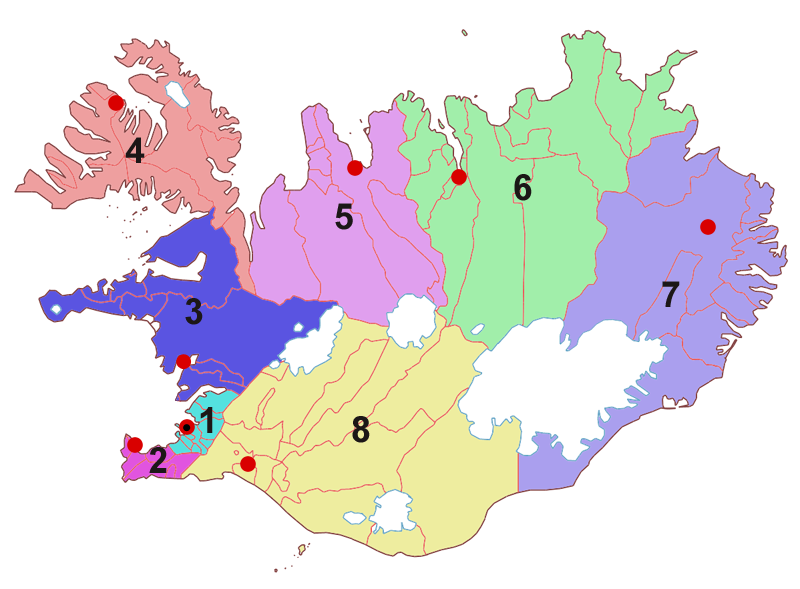
Regiony Islandii

Regiony są używane głównie do celów statystycznych. Granice regionów są zbieżne z granicami okręgów sądowych
. Nawiązuje do nich, z kilkoma wyjątkami, także numeracja kodów pocztowych na wyspie.
| # | Region                                       | Ludność (2016) | Powierzchnia (km²) | Gęstość zaludnienia | ISO 3166-2 | Ośrodek administracyjny |
| - | -------------------------------------------- | -------------- | ------------------ | ------------------- | ---------- | ----------------------- |
| 1 | Höfuðborgarsvæðið (region stołeczny)         | 213 619        | 1 062              | 201,14              | IS-1       | Reykjavík               |
| 2 | Suðurnes (region Półwyspu Południowego)      | 22 509         | 829                | 27,15               | IS-2       | Keflavík                |
| 3 | Vesturland (region zachodni)                 | 15 766         | 9 554              | 1,65                | IS-3       | Borgarnes               |
| 4 | Vestfirðir (region Fiordów Zachodnich)       | 6 883          | 9 409              | 0,73                | IS-4       | Ísafjörður              |
| 5 | Norðurland vestra (region północno-zachodni) | 7 128          | 12 737             | 0,56                | IS-5       | Sauðárkrókur            |
| 6 | Norðurland eystra (region północno-wschodni) | 29 361         | 21 968             | 1,33                | IS-6       | Akureyri                |
| 7 | Austurland (region wschodni)                 | 12 452         | 22 721             | 0,55                | IS-7       | Egilsstaðir             |
| 8 | Suðurland (region południowy)                | 24 811         | 24 526             | 1,01                | IS-8       | Selfoss                 |
|   |                                              | 332 529        | 102 806            | 3,23                |            |                         |

### Gminy

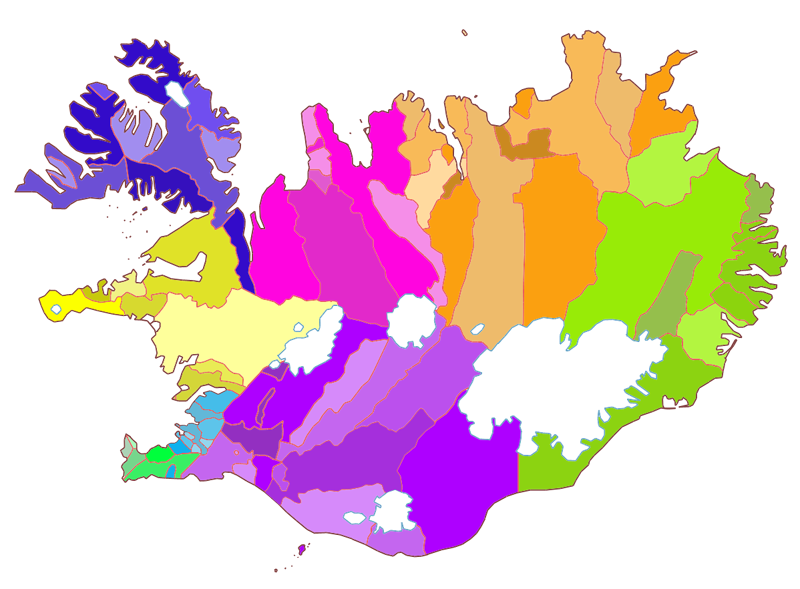
Gminy Islandii

Islandia podzielona jest obecnie na 74 gminy. Historycznie były one bardziej liczne - w 1950 było ich 229. Współcześnie wraz z tendencją do przekazywania większych uprawnień samorządowi lokalnemu, zaistniała potrzeba łączenia gmin w większe twory. W 2000 było ich już 124, a od 2013 – 74. Islandzkie gminy są odpowiedzialne za zarządzanie sprawami lokalnymi, m.in.: szkolnictwem, gospodarką odpadami, transportem lokalnymi, opieką społeczną, planowaniem przestrzennym.
| Kod  | Gmina                         | Region            | Ludność (1 stycznia 2015) | Powierzchnia (km²) |
| ---- | ----------------------------- | ----------------- | ------------------------- | ------------------ |
| 0000 | Reykjavíkurborg               | Höfuðborgarsvæði  | 121822                    | 273                |
| 1000 | Kópavogsbær                   | Höfuðborgarsvæði  | 33205                     | 80                 |
| 1100 | Seltjarnarnesbær              | Höfuðborgarsvæði  | 4411                      | 2                  |
| 1300 | Garðabær                      | Höfuðborgarsvæði  | 14453                     | 76                 |
| 1400 | Hafnarfjarðarkaupstaður       | Höfuðborgarsvæði  | 27875                     | 143                |
| 1604 | Mosfellsbær                   | Höfuðborgarsvæði  | 9300                      | 185                |
| 1606 | Kjósarhreppur                 | Höfuðborgarsvæði  | 216                       | 284                |
| 2000 | Reykjanesbær                  | Suðurnes          | 14924                     | 145                |
| 2300 | Grindavíkurbær                | Suðurnes          | 2995                      | 425                |
| 2503 | Sandgerðisbær                 | Suðurnes          | 1580                      | 62                 |
| 2504 | Sveitarfélagið Garður         | Suðurnes          | 1425                      | 21                 |
| 2506 | Sveitarfélagið Vogar          | Suðurnes          | 1102                      | 165                |
| 3000 | Akraneskaupstaður             | Vesturland        | 6767                      | 9                  |
| 3506 | Skorradalshreppur             | Vesturland        | 62                        | 216                |
| 3511 | Hvalfjarðarsveit              | Vesturland        | 635                       | 482                |
| 3609 | Borgarbyggð                   | Vesturland        | 3539                      | 4926               |
| 3709 | Grundarfjarðarbær             | Vesturland        | 900                       | 148                |
| 3710 | Helgafellssveit               | Vesturland        | 53                        | 243                |
| 3711 | Stykkishólmsbær               | Vesturland        | 1107                      | 10                 |
| 3713 | Eyja- og Miklaholtshreppur    | Vesturland        | 144                       | 383                |
| 3714 | Snæfellsbær                   | Vesturland        | 1679                      | 684                |
| 3811 | Dalabyggð                     | Vesturland        | 680                       | 2421               |
| 4100 | Bolungarvíkurkaupstaður       | Vestfirðir        | 923                       | 109                |
| 4200 | Ísafjarðarbær                 | Vestfirðir        | 3629                      | 2379               |
| 4502 | Reykhólahreppur               | Vestfirðir        | 268                       | 1090               |
| 4604 | Tálknafjarðarhreppur          | Vestfirðir        | 305                       | 176                |
| 4607 | Vesturbyggð                   | Vestfirðir        | 1002                      | 1339               |
| 4803 | Súðavíkurhreppur              | Vestfirðir        | 204                       | 749                |
| 4901 | Árneshreppur                  | Vestfirðir        | 54                        | 707                |
| 4902 | Kaldrananeshreppur            | Vestfirðir        | 112                       | 387                |
| 4911 | Strandabyggð                  | Vestfirðir        | 473                       | 1906               |
| 5200 | Sveitarfélagið Skagafjörður   | Norðurland vestra | 3910                      | 4180               |
| 5508 | Húnaþing vestra               | Norðurland vestra | 1171                      | 3019               |
| 5604 | Blönduósbær                   | Norðurland vestra | 861                       | 183                |
| 5609 | Sveitarfélagið Skagaströnd    | Norðurland vestra | 488                       | 53                 |
| 5611 | Skagabyggð                    | Norðurland vestra | 99                        | 489                |
| 5612 | Húnavatnshreppur              | Norðurland vestra | 414                       | 3817               |
| 5706 | Akrahreppur                   | Norðurland vestra | 194                       | 1364               |
| 6000 | Akureyrarkaupstaður           | Norðurland eystra | 18191                     | 138                |
| 6100 | Norðurþing                    | Norðurland eystra | 2806                      | 3729               |
| 6250 | Fjallabyggð                   | Norðurland eystra | 2037                      | 364                |
| 6400 | Dalvíkurbyggð                 | Norðurland eystra | 1861                      | 598                |
| 6513 | Eyjafjarðarsveit              | Norðurland eystra | 1032                      | 1775               |
| 6515 | Hörgársveit                   | Norðurland eystra | 567                       | 893                |
| 6601 | Svalbarðsstrandarhreppur      | Norðurland eystra | 414                       | 55                 |
| 6602 | Grýtubakkahreppur             | Norðurland eystra | 364                       | 432                |
| 6607 | Skútustaðahreppur             | Norðurland eystra | 395                       | 6036               |
| 6611 | Tjörneshreppur                | Norðurland eystra | 59                        | 199                |
| 6612 | Þingeyjarsveit                | Norðurland eystra | 920                       | 5988               |
| 6706 | Svalbarðshreppur              | Norðurland eystra | 98                        | 1155               |
| 6709 | Langanesbyggð                 | Norðurland eystra | 513                       | 1332               |
| 7000 | Seyðisfjarðarkaupstaður       | Austurland        | 653                       | 213                |
| 7300 | Fjarðabyggð                   | Austurland        | 4747                      | 1164               |
| 7502 | Vopnafjarðarhreppur           | Austurland        | 674                       | 1903               |
| 7505 | Fljótsdalshreppur             | Austurland        | 75                        | 1516               |
| 7509 | Borgarfjarðarhreppur          | Austurland        | 135                       | 441                |
| 7613 | Breiðdalshreppur              | Austurland        | 186                       | 452                |
| 7617 | Djúpavogshreppur              | Austurland        | 422                       | 1133               |
| 7620 | Fljótsdalshérað               | Austurland        | 3454                      | 8884               |
| 7708 | Sveitarfélagið Hornafjörður   | Austurland        | 2150                      | 6280               |
| 8000 | Vestmannaeyjabær              | Suðurland         | 4272                      | 17                 |
| 8200 | Sveitarfélagið Árborg         | Suðurland         | 8052                      | 158                |
| 8508 | Mýrdalshreppur                | Suðurland         | 480                       | 755                |
| 8509 | Skaftárhreppur                | Suðurland         | 460                       | 6946               |
| 8610 | Ásahreppur                    | Suðurland         | 216                       | 2942               |
| 8613 | Rangárþing eystra             | Suðurland         | 1749                      | 1841               |
| 8614 | Rangárþing ytra               | Suðurland         | 1548                      | 3188               |
| 8710 | Hrunamannahreppur             | Suðurland         | 794                       | 1375               |
| 8716 | Hveragerðisbær                | Suðurland         | 2384                      | 9                  |
| 8717 | Sveitarfélagið Ölfus          | Suðurland         | 1885                      | 737                |
| 8719 | Grímsnes- og Grafningshreppur | Suðurland         | 431                       | 900                |
| 8720 | Skeiða- og Gnúpverjahreppur   | Suðurland         | 518                       | 2231               |
| 8721 | Bláskógabyggð                 | Suðurland         | 961                       | 3300               |
| 8722 | Flóahreppur                   | Suðurland         | 616                       | 289                |
| —    | —                             | —                 | 329100                    | 102698             |

## Podział historyczny

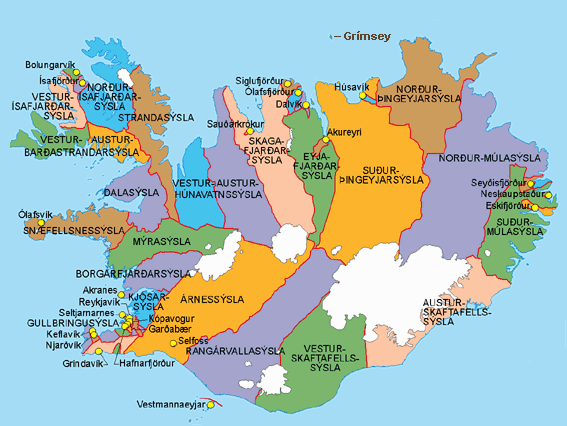
Podział administracyjny Islandii na sýslur i kaupstaðir (żółte koła)

Historycznie Islandia podzielona była na 23 okręgi – sýsla (w liczbie mnogiej sýslur) oraz 24 niezależne miasta tzw. miasta handlowe (kaupstaðir). Współcześnie podział administracyjny na okręgi historyczne zastąpiono podziałem na gminy, jednakże w potocznym użyciu mieszkańcy odnoszą się do tych historycznych jednostek. Również nie obowiązuje wydzielenie miast niezależnych - współcześnie nie ma podziału na gminy miejskie lub wiejskie. W oficjalnych statystykach wymieniane są miejscowości, bez podziału na miasta i wsie. Ostatnią miejscowością, której nadano tytuł miasta było Ólafsvík w 1983. Pozostałością tego podziału jest urząd sýslumaður (obecnie 24), który sprawują pieczę nad lokalną policję oraz zajmuje się takimi czynnościami administracyjnymi jak śluby cywilne czy ogłoszenie upadłości firm. Struktura przestrzenna tego urzędu nawiązuje częściowo do historycznego podziału na okręgi i miasta handlowe.
| Nazwa okręgu                 | Powierzchnia (km²) | Historyczny region |
| ---------------------------- | ------------------ | ------------------ |
| Árnessýsla                   | 7 932              | Suðurland          |
| Austur-Barðastrandarsýsla    | 1 074              | Vestfirðir         |
| Austur-Húnavatnssýsla        | 4 295              | Norðurland         |
| Austur-Skaftafellssýsla      | 3 041              | Austurland         |
| Borgarfjarðarsýsla           | 1 786              | Vesturland         |
| Dalasýsla                    | 2 078              | Vesturland         |
| Eyjafjarðarsýsla             | 4 089              | Norðurland         |
| Gullbringusýsla              | 1 216              | Vesturland         |
| Kjósarsýsla                  | 664                | Vesturland         |
| Mýrasýsla                    | 3 092              | Vesturland         |
| Norður-Ísafjarðarsýsla       | 1 958              | Vestfirðir         |
| Norður-Múlasýsla             | 10 568             | Austurland         |
| Norður-Þingeyjarsýsla        | 5 393              | Norðurland         |
| Rangárvallasýsla             | 7 365              | Suðurland          |
| Skagafjarðarsýsla            | 5 040              | Norðurland         |
| Snæfells- og Hnappadalssýsla | 2 163              | Vesturland         |
| Strandasýsla                 | 3 465              | Vestfirðir         |
| Suður-Múlasýsla              | 3 970              | Austurland         |
| Suður-Þingeyjarsýsla         | 11 134             | Norðurland         |
| Vestur-Barðastrandarsýsla    | 1 519              | Vestfirðir         |
| Vestur-Húnavatnssýsla        | 2 663              | Norðurland         |
| Vestur-Ísafjarðarsýsla       | 1 221              | Vestfirðir         |
| Vestur-Skaftafellssýsla      | 5 663              | Suðurland          |

| Nazwa miasta handlowego | Prawa miejskie                           |
| ----------------------- | ---------------------------------------- |
| Akranes                 | 1942                                     |
| Akureyri                | 1786 (utraciło w 1836, odzyskało w 1862) |
| Bolungarvík             | 1974                                     |
| Dalvík                  | 1974                                     |
| Eskifjörður             | 1786 (utraciło, ale odzyskało w 1974)    |
| Garðabær                | 1975                                     |
| Grindavík               | 1974                                     |
| Hafnarfjörður           | 1908                                     |
| Húsavík                 | 1950                                     |
| Ísafjörður              | 1786 (utraciło, ale odzyskało w 1866)    |
| Keflavík                | 1949                                     |
| Kópavogur               | 1955                                     |
| Neskaupstaður           | 1929                                     |
| Njarðvík                | 1975                                     |
| Ólafsfjörður            | 1945                                     |
| Ólafsvík                | 1983                                     |
| Reykjavík               | 1786                                     |
| Sauðárkrókur            | 1947                                     |
| Selfoss                 | 1978                                     |
| Seltjarnarnes           | 1974                                     |
| Seyðisfjörður           | 1895                                     |
| Siglufjörður            | 1918                                     |
| Vestmannaeyjar          | 1786 (utraciło, ale odzyskało w 1918)    |

Uwaga: Grundarfjörður otrzymało prawa miejskie 1786, później je utraciło i nigdy już nie odzyskało.
Niższy stopień podziału administracyjnego reprezentowały wówczas gminy (hreppur, l.mn. hreppar) – było ich 104. Zajmowały się one utrzymaniem szkół, organizacją transportu lokalnego oraz planowaniem przestrzennym.